# Cas vocatiu
El vocatiu és el cas usat per als substantius que identifiquen la persona (o animal o cosa) a qui el parlant s'està adreçant i, a vegades, per als determinants d'aquest substantiu.
Històricament, el vocatiu era un element del sistema de casos indoeuropeu i va existir en llatí, sànscrit i grec clàssic. Encara que ja s'ha perdut en moltes llengües indoeuropees modernes, algunes l'han retingut fins al moment, com ara el grec modern i algunes llengües eslaves (polonès, txec, serbi, croat, bosnià, ucraïnès, macedònic i búlgar) i celtes (gaèlic escocès i irlandès). Entre les llengües romàniques es va conservar en romanès. En català, es pot observar quan s'elimina en adreçar-s'hi l'article que precedeix un nom de persona.
Algunes llengües no indoeuropees, com ara el georgià, l'àrab, el xinès i el coreà, també presenten vocatiu.
Encara que no es conservi el cas, sovint apareix com a funció sintàctica, com en la frase catalana «Maria, deixa això a la cuina», on el nom propi «Maria» actua com a vocatiu perquè és a qui es dirigeix l'ordre. Acostuma a marcar-se el vocatiu amb una coma o un altre signe que el separi de la resta de la frase, indicant així que té com a missió activar el canal de la comunicació (funció fàtica del llenguatge), més que no interaccionar amb els altres elements de l'oració.